# All-Star Weekend de l'NBA
L'All-Star Weekend (en català: Cap de setmana de les estrelles) és un cap de setmana en el que se celebren activitats lúdico-esportives de l'NBA:
- Jam Session: Dedicat als fans, aquests poden conèixer els jugadors, que els firmen autògrafs.
- Rookie Challenge: Partit entre els rookies (jugadors de primer any) i els sophomores (jugadors de segon any).
- Concurs de triples: Competició on hi ha els millors tiradors de la lliga.
- Concurs d'esmaixades: Pur espectacle, és una de les activitats més esperades del cap de setmana.
- Skills Challenge, o concurs d'habilitats, és una competició dedicada als bases més ràpids i àgils.
- Shooting Stars: els equips consten d'un jugador NBA, un altre de la WNBA i una llegenda.
- All-Star Game: El gran partit, Est contra Oest.

## Edicions
- All-Star Weekend de l'NBA 2008